# Lebanon (Kansas)
Pour les articles homonymes, voir Lebanon.
Lebanon est une ville américaine située dans le comté de Smith, au Kansas. Selon le recensement de 2020, sa population est de 178 habitants.

## Histoire
Lebanon a été fondée en 1876 sur un site situé à environ 6,4 km de son emplacement actuel. Elle a été déplacée vers le nouveau site vers 1887-1888. Lebanon doit son nom à Lebanon, dans le Kentucky.
En 1918, une étude scientifique a établi le centre géographique des 48 États américains contigus à environ 4,2 km au nord-ouest de Lebanon, et un monument a ensuite été érigé sur le site.